# Kinlift
De kinlift is een EHBO-techniek die gebruikt wordt om de luchtweg van een bewusteloze open te houden. Door het toepassen van de kinlift is een zelfstandige ademhaling door de bewusteloze mogelijk. Daarnaast wordt deze techniek gebruikt om een niet-ademend slachtoffer te beademen gedurende een reanimatie.
Bij toepassing van de kinlift wordt voorkomen dat bij een bewusteloze de slap geworden tong in de keelholte zakt en daarmee de luchtweg blokkeert. 
De kinlift gaat als volgt:
- De hand die aan de hoofdzijde van het slachtoffer is wordt op het voorhoofd geplaatst.
- Van de hand die aan de voetzijde van het slachtoffer is wordt de wijsvinger op het bot van de onderkaak en de middelvinger onder het bot van de onderkaak gelegd.
- De middelvinger van deze hand wordt licht onder de onderkaak gedrukt; niet de wijsvinger, omdat de mond dan wordt dichtgedrukt.
- De middelvinger gaat vervolgens recht omhoog - de kaak wordt als het ware omhoog getrokken.
- Het hoofd wordt licht naar achteren gekanteld (niet bij mogelijk wervelletsel!)